# 1940-е годы
1940-е (ты́сяча девятьсо́т сороковы́е) го́ды по григорианскому календарю — промежуток времени с 1 января 1940 года по 31 декабря 1949 года, включающий 1940 год 4-го десятилетия   и с 1941 по 1949 годы    5-го десятилетия XX века 2-го тысячелетия.  Они закончились 76 лет назад.
Начало-середина 1940-х годов ознаменовалась Второй мировой войной, которая оказала колоссальное влияние на большинство стран и народов Европы, Азии и других частей света. В результате войны ослабла роль Западной Европы в общемировой политике. Главными державами в мире стали СССР и США. Война также показала неспособность западноевропейских стран содержать огромные колониальные империи, и часть стран смогла добиться независимости: Эфиопия, Исландия, Сирия, Ливан, Вьетнам, Индонезия. Одним из главных итогов Второй мировой войны стало создание Организации Объединённых Наций на основе Антифашистской коалиции для предотвращения мировых войн в будущем. Противоречия между СССР и капиталистическими странами с 1946 года приводят к геополитическому противостоянию, известному как Холодная война. В области культуры — расцвет цветного кино и начало распространения телевидения, доминирующим жанром музыки становится джаз. В 1940-е годы активная эксплуатация военных самолётов и танков, начало эпохи вертолётов

## Важнейшие события
- Вторая мировая война (1939—1945, Союзники, страны Оси).
  - Датско-норвежская операция (9 апреля — 8 июня 1940).
  - Французская кампания (10 мая — 22 июня 1940).
  - Североафриканская кампания (10 июня 1940 — 13 мая 1943). Битва за Британию (9 июля — 30 октября 1940).
  - Битва за Атлантику. «Счастливые времена» (июнь 1940 — февраль 1941). Операция «Паукеншлаг» (январь — июнь 1942).
  - Балканская кампания (28 октября 1940 — 1 июня 1941).
  - Великая Отечественная война (22 июня 1941 — 9 мая 1945).
  - Начало контрнаступления Красной Армии в битве за Москву (5 декабря 1941), завершена операция «Барбаросса».
  - Нападение на Пёрл-Харбор (7 декабря 1941 года), вступление США в войну (Тихоокеанский театр военных действий).
  - Сталинградская битва (17 июля 1942 — 2 февраля 1943).
  - Курская битва (5 июля — 23 августа 1943).
  - Тегеранская конференция (28 ноября — 1 декабря 1943).
  - Высадка союзников в Нормандии (6 июня 1944) — открытие Второго Фронта.
  - Ялтинская конференция (4—11 февраля 1945).
  - Капитуляция Германии, победа в Великой Отечественной войне (9 мая 1945).
  - Атомные бомбардировки Хиросимы и Нагасаки (6 и 9 августа 1945).
  - Маньчжурская операция (9 августа — 2 сентября 1945).
  - Капитуляция Японии (2 сентября 1945), официальное окончание Второй мировой войны.
- Бреттон-Вудская система денежных отношений и торговых расчётов (1944). Образование ООН (1945). Генеральное соглашение по тарифам и торговле (1947). Начал действие План Маршалла (1948).
- Гражданская война в Китае (1945—1950) возобновилась после окончания Японо-китайской войны (1937—1945). Образование КНР (1949).
- Индокитайская война (1945—1954) вьетнамцев против французской колониальной администрации. Война за независимость Индонезии (1945—1949). Государственный переворот в Аргентине (1943, Перон);
- Лига арабских государств (1945). Иранский кризис (1946). Арабо-израильская война (1947—1949). Израиль объявил о независимости (1948).
- Начало Холодной войны (1946, Фултонская речь). Доктрина Трумэна (1947). ЦРУ (1947). План «Dropshot» (1949). НАТО (1949). СССР провёл испытания ядерной бомбы (1949).
- Гражданская война в Греции (1946—1949). Советско-югославский конфликт (1948). Совет экономической взаимопомощи (1949—1991).
- Британское Содружество наций (1946). Раздел Британской Индии на Индийский Союз и доминион Пакистан (1947). Первая индо-пакистанская война (1947).
- КНДР и Республика Корея созданы (1948) в подконтрольных СССР и США территориях Кореи.
- Блокада Западного Берлина (1948—1949). ГДР и ФРГ созданы (1949).
- Апартеид в ЮАР (1948—1994).

## Наука и техника
- Политическая психология («Бегство от свободы» — 1941; Фромм, Эрих).
- Плутоний (1941, Гленн Сиборг).
- Баллистическая ракета с системой наведения (успешное испытание — 1942, Фау-2 (V-2).
- Атомный реактор (1942; Чикаго).
- Ядерное оружие (первое испытание — 1945; «Манхэттенский проект»).
- Компьютер (ENIAC — 1946).
- Теория решения изобретательских задач (начало создания — 1946).
- Микроволновая печь (начало выпуска — 1947; Raytheon).
- Полупроводниковые транзисторы (1947).
- Преодоление звукового барьера (1947).
- Мобильный радиотелефон (1947; Mobile Telephone System).
- Развитие таких областей математики, как кибернетика, теория игр и криптология.

## Культура
- Высечен барельеф на горе Рашмор (1941).
- ЮНЕСКО создана (1945).
- Вылет 19 (1945; Бермудский треугольник). Розуэлльский инцидент (1947).
- Бэби-бум (конец 1940-х — начало 1950-х)
- Вторая великая миграция американских негров[англ.] (1940-е — 1960-е годы).

### Мода
- Появление стиляг в СССР.
- 1945 — Кристобаль Баленсиага ввёл в женскую моду квадратные плечи.
- 1947 — Кристиан Диор предложил новый элегантный стиль одежды под названием New Look.

#### Америка
- Азимов, Айзек (1920—1992). «Робби» (1940).
- Уоррен, Роберт Пенн (1905—1989). «Вся королевская рать» (1946).
- Гамильтон, Эдмонд (1904—1977). «Звёздные короли» (1947).
- Уильямс, Теннесси (1911—1983). «Трамвай „Желание“» (1947).
- Паунд, Эзра (1885—1972). «Кантос» (Боллингеновская премия в 1948).
- Астуриас, Мигель Анхель (1899—1974). «Сеньор Президент» (1922—1933, опубликован в 1946).

#### Европейская литература
- Кёстлер, Артур (1905—1983). «Слепящая тьма» (1940).
- Гессе, Герман (1877—1962). «Игра в бисер» (1943).
- Астрид Линдгрен (1907—2002). "Пеппи поселяется на вилле «Курица» (1945).
- Грэм Грин (1904—1991). «Сила и слава» (1940).
- Джордж Оруэлл (1903—1950) . «Animal Farm» (1945); «1984» (1949).
- Антуан де Сент-Экзюпери (1900—1944). «Маленький принц» (1943).
- Веркор (1902—1991). «Молчание моря» (1943).
- Камю, Альбер (1913—1960). «Посторонний» (1944); «Чума» (1947).
- Курцио Малапарте (1898—1957). «Капут[англ.]» (1944) и «Шкура[англ.]» (1949).
- Примо Леви (1919—1987). «Человек ли это?» (1945).
- Карло Леви (1902—1975). «Христос остановился в Эболи» (1945).
- Брехт, Бертольт (1898—1956). «Карьера Артуро Уи» (1941, не опубликована).
- Ремарк, Эрих Мария (1898—1970). «Триумфальная арка» (1945).
- Манн, Томас (1885—1955). «Доктор Фаустус» (1947).
- Ганс Фаллада (1893—1947). «Каждый умирает в одиночку» (1947).

#### СССР
- Гайдар, Аркадий Петрович (1904—1941) . «Тимур и его команда» (1940).
- Чуковская, Лидия Корнеевна (1907—1996) . «Софья Петровна» (1940, не опубликована).
- Толстой, Алексей Николаевич (1883—1945) . «Хождение по мукам» (1941, ч. 3 «Хмурое утро»).
- Твардовский, Александр Трифонович (1910—1971) . «Василий Тёркин» (1942—1945).
- Константин Симонов (1915—1979) . «Жди меня» (1942).
- Маршак, Самуил Яковлевич (1887—1964) . «Двенадцать месяцев» (1943).
- Зощенко, Михаил Михайлович (1894—1958) . «Перед восходом солнца» (1943, запрещена).
- Шварц, Евгений Львович (1896—1958) . «Дракон» (поставлена в 1944, запрещена).
- Каверин, Вениамин Александрович (1902—1989) . «Два капитана» (1944).
- Пришвин, Михаил Михайлович (1873—1954) . «Кладовая солнца» (1945).
- Некрасов, Виктор Платонович (1911—1987) . «В окопах Сталинграда» (1946).
- Платонов, Андрей Платонович (1899—1951) . «Возвращение» (1946).

#### Азия
- Танидзаки, Дзюнъитиро (1886—1965) «Мелкий снег» (1947).
- Осаму Дадзай (1909—1948) «Исповедь „неполноценного“ человека» (1948).
- Цянь Чжуншу (1910—1998) «Осаждённая крепость» (1947).

### Музыка
- Популярный музыкальный стиль — свинг, а также бибоп.
- Песня «Священная война» (1941; Александров А. В.; Лебедев-Кумач В. И.).
- Шостакович, Дмитрий Дмитриевич (1906—1975) . Симфония № 7 (1942; «Ленинградская»).
- Бинг Кросби (1903—1977) . «White Christmas» (1942)
- Прокофьев, Сергей Сергеевич (1891—1953) . Опера «Война и мир» (1944).
- Глиэр, Рейнгольд Морицевич (1874/1875—1956) . Балет «Медный всадник» (1949).

### Кино и театр
- 1941 — инсценирована известная драматическая пьеса Бертольта Брехта «Мамаша Кураж и её дети».
- 1943 — официально открывается Школа-студия МХАТ.
- 1947 — в Авиньоне впервые проходит Авиньонский фестиваль.
- 1948 — премьера мюзикла «Целуй меня, Кэт».
- Возникновение первого важного кинематографического направления, возникшего после Второй мировой войны — итальянского неореализма, показывающего в фильмах жизнь рабочего класса. При этом направлении использовались непрофессиональные актёры, а повествование должно было освещать проблемы людей, находящихся на социальном дне.

Знаковыми фильмами 1940-х критики называют: драмы «Гражданин Кейн» (1941) (по версии некоторых критиков и изданий — один из главных фильмов в истории), «Касабланка» (1942), «Эта замечательная жизнь» (1948), «Похитители велосипедов» (1948), нуар «Двойная страховка» (1944), триллер «Ребекка» (1940), комедию «Великий диктатор» (1940).